# Svend Mogensen
Svend Mogensen (7. maj 1896 i Astrup ved Malling) var en dansk atlet og medlem af Københavns IF. Han vandt det danske meterskab i højdespring 1922.

## Danske mesterskaber
- Guld 1922 Højdespring 1,78
- Sølv 1919 Højdespring 1,75
- Sølv 1918 Højdespring 1,70

## Personlig rekord
Højdespring: 1.78, 19. august 1922